# Olímpia
Olímpia is een gemeente in de Braziliaanse deelstaat São Paulo. De gemeente telt 50.602 inwoners (schatting 2009).

## Aangrenzende gemeenten
De gemeente grenst aan Altair, Barretos, Cajobi, Guapiaçu, Guaraci, Severínia, Tabapuã en Uchoa.